# Lycorina splendidula
Lycorina splendidula là một loài tò vò trong họ Ichneumonidae.